# Th1
Los linfocitos Th1 (o linfocitos T helper 1) son un tipo de linfocitos T efectores diferenciados a partir linfocitos T cooperadores a partir de la producción de citoquinas dependiente de estímulos durante la fase de activación. Población caracterizada por la liberación de IL-2 e IFN-γ. Su nombre se refiere a que fue el primer subtipo descubierto.

## Diferenciación
Su diferenciación está dirigida por las citocinas IL-12 e IFN-γ. Ocurre a partir de linfocitos T CD4+, en respuesta a microbios como bacterias intracelulares (por ejemplo Listeria y Micobacterias) y algunos parásitos, que activan macrófagos, células dendríticas y células NK. Esta diferenciación también puede ser estimulada por virus y antígenos acompañados de adyuvantes fuertes. Estos estímulos desencadenan reacciones inmunitarias acompañadas de liberación de IL-12 (la más potente), IL-18 e IFN tipo I (importantes en respuesta a virus, especialmente en el ser humano); IFN-γ promueve mayor diferenciación, amplificando la reacción de forma fuerte.
Los linfocitos T pueden potenciar más la producción de estas citocinas por macrófagos y células dendríticas, gracias al ligando CD40L (situado en los linfocitos T activados) para el receptor CD40 (situado en las células presentadoras de antígeno), estimulando la producción de más IL-12. IFN-γ e IL-12 estimulan la diferenciación al activar los factores de transcripción T-bet, STAT1 y STAT4. Se considera a T-bet como el regulador maestro de la diferenciación a Th1. 
IL-12 se une a los receptores situados en linfocitos T CD4+ estimulados por antígeno y activa el factor de transcripción STAT4, este potencia mayor producción de IFN-γ.
El IFN-γ producido por los linfocitos Th1 amplifica esta respuesta e inhibe el desarrollo de los linfocitos Th2 y Th17.

## Funciones efectoras de linfocitos Th1
La función principal de los linfocitos Th1 es activar los macrófagos para que estos destruyan bacterias intracelulares. Las funciones se llevan a cabo por la producción de IFN-γ, TNF y otras citocinas y quimiocinas.
- Destrucción de microorganismos
- Activan a los macrófagos, haciéndolos mejores células presentadoras de antígeno (CPAs), aumentando la presencia de moléculas del complejo mayor de histocompatibilidad (CMH). Los macrófagos activados matan a los microbios que han fagocitado, sobre todo por las acciones de las especies reactivas del oxígeno, el óxido nítrico y las enzimas lisosómicas.
- Estimulan inflamación local: mayor atracción neutrófilos y macrófagos
- Eliminan tejidos muertos y reparan tejidos dañados